# Tortolita, Arizona
Tortolita do 2010. godine je naseljeno područje za statističke svrhe u američkoj saveznoj državi Arizona u okrugu Pima, danas dio CDP Casas Adobes. U njemu je 2007. živjelo 4. 392 stanovnika.

## Povijest imena
Tortolita se nalazi sjeverno od Tucsona, a naziv dolazi po obližnjim planinama Tortolita, što u španjolskom označava malene grlice kojih je tu nekada bilo u velikom broju. Ovaj naziv zapisan je 1916. godine, a do tada su bile nazivane Bloodsucker Mountains (Planine Krvopija). Torlolita se nalazi podno planina Tortolita, a to je isti kraj koji je Font u 1775. prozvao Llano del Azotado (Llano = ravnica; azotado = bičevani čovjek), jer je na toj ravnici pokraj planina uhvaćen i bičevan neki odbjegli mazgar.

## Stanovništvo
Većina stanovništva je bjelačko, unutar kojega hispansko opet čini manjinu. Prastanovnika Indijanaca preostao je svega dvadesetak.